# Ферестаден
Ферестаден (на шведски: Färjestaden, на шведски се изговаря по-близко до Ферйестаден, поради наличие на йотация има разлика между произношението и правописа) е град в лен Калмар, югоизточна Швеция, община Мьорбюлонга. Разположен е на западния бряг на остров Йоланд на пролива Калмарсунд срещу град Калмар. Намира се на около 300 km на юг от столицата Стокхолм и на 8 km на изток от Калмар. Има пристанище. Морски курорт. Ферестаден е най-големият град в община Мьорбюлонга. Населението на града е 5018 души (към 31 декември 2010).

## Динамика на населението
Населението на Ферестаден е с тенденция към нарастване.